# Ali Al-Naimi

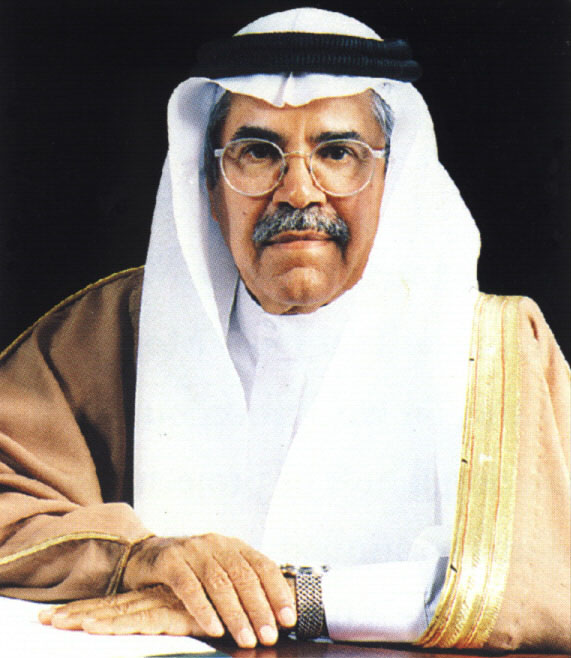
Ali Al-Naimi

Ali Al-Naimi (* 2. August 1935; arabisch علي بن إبراهيم النعيمي Ali ibn Ibrahim an-Naimi, DMG ʿAlī b. Ibrāhīm an-Naʿīmi) ist ein saudi-arabischer Unternehmer und Politiker. Er war von 1995 bis 2016 Minister für Erdöl.

## Leben
Nach seiner Schulzeit studierte Al-Naimi in den Vereinigten Staaten an der Lehigh University, Pennsylvania. Er wechselte danach an die Stanford University, Kalifornien, wo er Geologie studierte und einen Master erreichte.
Nach Ende des Studiums erhielt Al-Naimi 1957 eine Anstellung im Unternehmen Saudi Aramco. In den folgenden Jahrzehnten stieg er innerhalb des Managements des Unternehmens auf. 1980 wurde Al-Naimi in den Vorstand von Saudi Aramco gewählt, dessen Präsident er schließlich 1983 wurde; er war der erste aus Saudi-Arabien gebürtige Mann, der das Unternehmen leitete.
Neben der Führung von Saudi Aramco wurde Al-Naimi 1995 in der Regierung Saudi-Arabiens zum Minister für Erdöl ernannt. Diese wichtige Position hatte er bis zum 7. Mai 2016 inne. Der bisherige Manager des staatseigenen Ölkonzerns Aramco, Khalid A. Al-Falih, wurde sein Nachfolger als neuer Ölminister.